# رحیم اوبا
رحیم اوبا (به ترکی آذربایجانی: Rəhimoba) یک منطقه مسکونی در جمهوری آذربایجان است که در شهرستان خاچماز واقع شده است.